# 菊池勇成
菊池勇成（日语：／ Kikuchi Takeru，1995年1月15日—）是日本男聲優，隸屬於WITH LINE。

## 經歷
- 2015年3月，AMUSEMENT MEDIA ACADEMY畢業後、加入所屬公司WITH LINE[1]。

- 2019年3月，因急性扁桃腺炎入院治療，取消了一部分活動的演出。[2]。

- 2021年8月17日，所屬事務所發表確診為新型冠狀病毒陽性。[3]。

## 人物
- 愛好·特長：乒乓球、少林寺拳法

## 出演作品
- 主要角色以粗體顯示。

### 電視動畫
2017年
- 覆面系NOISE（觀眾）
- 猜謎王（清澄真也）
- 偶像大師 SideM（蒼井悠介）

2018年
- 千緒的通學路（路人(男)）
- 偶像大師 SideM 有理由Mini!（蒼井悠介）
- 天空與海洋之間（志那都彥）
- 魔法禁書目錄III（香燒）

2019年
- 毛球權次郎（男孩子①、學生①）
- 廚病激發BOY（男學生）

2021年
- 重創的傷口（隊員）

2022年
- Futsal Boys!!!!!（水無瀨亞佐）
- 杜鵑婚約（高橋）

### Web動畫
2019年
- 交鋒聯盟 機巧一族（吉吉）

### 遊戲
2015年
- 偶像大師 SideM（蒼井悠介）

2017年
- 逆轉奧賽羅尼亞（龍麗）
- 輝星的反叛（巴巴托斯、酒吞童子）
- 咕嚕咕嚕召喚 魔法齒輪（普萊姆）
- 交鋒聯盟（未確認文俱生命體、ケル☆ベロ★スッ!、チュー右衛門、竹工房 流助、Guide-ロボット ジジ、レンズビートル1號、箱入りジャック、シカバネの姫君の骸骨）
- 怪物彈珠（小豆洗い、アヌ）
- 偶像大師 SideM LIVE ON ST@GE!（蒼井悠介）

2018年
- Fight League（キュウキュウデスカー）
- 為了誰的鍊金術師（雷）
- A3!（劇中劇的男學生、遊樂園的殭屍、朝倉美紀）
- 萬千回憶（朋獸的座長阿納托爾）
- 人中之龍Online（森福米特）

2021年
- Futsal Boys!!!!!（水無瀨亞佐）
- 偶像大師 POPLINKS（蒼井悠介）
- 偶像大師 SideM GROWING STARS（蒼井悠介）

### 廣播劇CD
2015年
- THE IDOLM@STER SideM ST@RTING LINE -05 W（蒼井悠介）

## 外部連結
- WITH LINEの公式プロフィール （页面存档备份，存于）

1. ↑  . アミューズメントメディア総合学院.   [2020-02-14]. （原始内容存档于2022-06-04）.
2. ↑  . WITH LINE. 2019-03-14  [2019-03-14]. （原始内容存档于2021-11-07）.
3. ↑  . WITH LINE. 2021-08-17  [2021-08-03]. （原始内容存档于2022-06-02）.